# Meiko Kaji
Meiko Kaji (梶 芽衣子  Kaji Meiko?) (Chiyoda, prefectura de Tokio, 24 de marzo de 1947) es una actriz de cine y cantante de música enka japonesa. Tras firmar para la productora de cine Nikkatsu, logró hacerse muy popular durante los años 70 gracias a sus papeles femeninos fuertes y trágicos en películas de acción y dramas y por su expresiva y agresiva mirada. Su verdadero nombre es Masako Ohta.

## Trayectoria

### Actriz
Meiko comenzó su carrera cinematográfica en los años 60 para la Nikkatsu, pero logró su primer papel importante en la serie “Stray Cat Rock”, con el cual saltó a la fama. Trataba sobre las aventuras de un grupo femenino de delincuentes. Esto fue en los años 70 y Meiko interpretaba a la líder de la banda. La serie se volvió muy popular, debido a la acción de las peleas y la mirada fría y perturbadora de Kaji, quien se volvió ídolo de la juventud japonesa. “Stray Cat Rock: Wild Measures ’71” fue la vuelta al protagonismo con el mismo éxito que la anterior. Fue una serie de 5 películas.
Poco tiempo antes del éxito, Meiko estelarizó una película de terror “The Blind Woman’s Curse“, por la que no hubo mucha repercusión, aunque ella interpretaba a una samurái, el argumento era otro.
Corría el año 1972 y el estudio cinematográfico donde filmaba Meiko, (Nikkatsu), se orientó hacia el porno suave, por lo que ella decidió alejarse. Firmó con Toei, donde consiguió una gran salto para su carrera, allí protagonizó una de sus exitosas películas: Female Prisoner #701: Scorpion, un film donde una mujer era encerrada injustamente y debía soportar la crueldad y maltratos de los guardias. El público se impactó con la intensa mirada que Meiko sostenía al encarnar la furia de una mujer con sed de venganza. Fue un ícono entre las mujeres de Japón.
Para el año 1973, llegaría el mayor logro cinematográfico de Meiko Kaji, sería “Yuki”, en la película “Lady Snowblood”. Se trataba sobre la venganza de una mujer, a la que su madre fue violada y masacrada brutalmente, y su padre fríamente asesinado por un robo en la aldea donde vivían. Yuki (Meiko Kaji) crece bajo la tutela de un monje quien le enseña el arte de la Katana samurái, preparándola para la venganza, que años después, llevaría a cabo. Esta película fue, en parte, inspiración para Quentin Tarantino en “Kill Bill”, quien usó dos de sus temas en la banda sonora, uno de ellos, cuando el personaje de Uma Thurman (Beatrix Kiddo) mata a O´ren Hishii.

### Cantante
Paulatinamente, Meiko, elaboró una importante carrera como cantante, usando varias de sus canciones para los soundtracks de las películas donde ella actuaba.
En la actualidad, Kaji realizó algunas interpretaciones en algunas series. Ella es un ícono japonés, junto a una voz increíble, logró quedar entre las mujeres fatales del cine.

## Filmografía
- Kenkyaku shôbai: Haru no arashi (2008)
- Hasshû mawari kuwayama jûbei (2007)
- Nogaremono orin (2006)
- Anata no tonari ni dare ka iru (2003) Shimako Matsumoto
- Kaseifu wa mita! 21 (2003) Mayumi Hirao
- Kenkaku shôbai (1998)
- Onihei Hankachō (1995)
- Onihei Hankachō (1989) Omasa
- Aoi sanmyaku '88 (1988) Umetaro
- Tantei Kamizu Kyôsuke no satsujin suiri 8: Izu Shimoda-kaigan ni akai satsui ga hashiru (1988) Shôko Hamano.
- Rakuyôju (1986)
- Kodomo no koro senso ga atta (1986) Futae
- Sutaa tanjô (1985)
- Aoi hitomi no seiraifu (1984)
- Kaseifu wa mita! 2 (1984)
- Sorekara no Musashi (1981)
- Warui yatsura (1980) Chise Fujishima
- Sonezaki shinju (1978) Ohatsu
- Fushoku no kôzô (1977)
- Daichi no komoriuta (1976)
- Tsuma to onna no aida (1976) Eiko Maeda.
- Yakuza no hakaba: Kuchinashi no hana (1975) Keiko.
- Shin jingi naki tatakai: Kumicho no kubi (1975).
- Dômyaku rettô (1975) Fumiko
- Shura-yuki-hime: Urami Renga (1974) Shurayuki-hime (Yuki Kashima).
- Jinzu burusu: Asu naki furaiha (1974) Hijiriko.
- Yadonashi (1974)
- Joshû sasori: 701-gô urami-bushi (1973) Nami Matsushima (The Scorpion).
- Gendai ninkyô-shi (1973) Katsuko Niki.
- Joshuu sasori: Kemono-beya (1973) Nami Matsushima (Sasori).
- Hiroshima shitô hen (1973) Yasuko
- Shurayukihime (1973) Yuki Kashima (Shurayuki-hime).
- Joshuu sasori: Dai-41 zakkyo-bô (1972) Matsu (Sasori).
- Joshuu 701-gô: Sasori (1972) Nami Matsushima (aka Matsu the Scorpion).
- Kôya no surônin (1972) Ofumi
- Gincho nagaremono mesuneko bakuchi (1972)
- Nora-neko rokku: Bôsô shudan '71 (1971) Furiko
- Gincho wataridori (1971) Nami
- Kaidan nobori ryu (1970) Akemi Tachibana
- Nora-neko rokku: Wairudo janbo (1970)
- Hangyaku no Melody (1970)
- Shinjuku outlaw: Buttobase (1970)
- Nora-neko rokku: Onna banchô (1970)
- Nora-neko rokku: Mashin animaru (1970) Maya
- Nora-neko rokku: Sekkusu hanta (1970) Mako
- Zankoku onna rinchi (1969)
- Bakuto hyakunin (1969)
- Shima wa moratta (1968) Saeko
- 1968 Â Himeyuri no Tô (1968) Tsuru Shimabukuro.
- Daikanbu - burai (1968) Keiko Asami
- Ketto (1968) Yukiya Bando
- Hana o kuu mushi (1967) Taeko Saimura

### Bajo el nombre de Masako Ohta
- Zesshô (1966) Mihoko
- Namida kun sayonara (1966) Masako
- Seishun a Go-Go (1966) Yuko Muraki
- Arashi o yobu otoko (1966)